# M33-013406.63
M33-013406.63 (B416, UIT301) — голубой сверхгигант в созвездии Треугольника. Он расположен в галактике Треугольника, которая находится на расстоянии примерно в 2 380 000–3 070 000 световых лет от Земли.
Это потенциально одна из звёзд с наибольшей светимостью, когда-либо обнаруженных, по оценкам, светимость звезды примерно в 3–10 млн раз превышает солнечную светимость, хотя считается, что это, вероятно, кратная звезда. Моделирование спектра, основанное на некоторых предположениях об относительных размерах двух звёзд, предполагает, что вторичный компонент примерно в 500 000 раз ярче Солнца, а главная звезда — более чем в 4 000 000 раз ярче Солнца.
M33-013406.63 находится в пределах заметной кольцевой области H II, больших областей облаков ионизированного водорода, в которых происходит активное звездообразование. Звезда также находится недалеко от центра области H II, в которой она находится, и, возможно, связана с происхождением туманности.